# Institut Nacional de Colonització
L'Institut Nacional de Colonització i Desenvolupament Rural (INC) va ser un organisme creat a Espanya a l'octubre de 1939, depenent del Ministeri d'Agricultura, arran de la necessitat d'efectuar una reforma tant social com econòmica de la terra després de la devastació de la guerra civil espanyola. L'objectiu principal del mateix era dur a terme la necessària transformació de l'espai productiu mitjançant la reorganització i reactivació del sector agrícola i l'increment de la producció amb vistes als plans autàrquics de l'època mitjançant l'augment de terres de conreu i la superfície de reg. A la fi, aquest procés, el qual entroncava tant amb els antics precedents de reforma promoguts durant tot el segle xix com també amb els intents de remodelació agrícola per part de la II República, acabaria donant com a resultat la creació de l'entorn d'uns tres-cents nous pobles. Val a dir, a més, que les iniciatives dutes a terme per l'INC, el qual posteriorment canviaria el seu nom pel d'Institut de Reforma i Desenvolupament Agrari, ja s'havien anunciat en part per Joaquín Costa a finals del segle xix, qui defensava una reforma del sistema agrari i una nova política hidràulica.
Així doncs, entre les dècades de 1940 i 1970 es construïren una sèrie de pobles, sovint de nova planta, amb l'objectiu principal de transformar el medi agrícola en regadiu, tot establint-hi diferents colons per a que el treballessin. Així, per tal de complir la seva funció, l'Institut Nacional de Colonització era posseïdor de les terres, les quals eren transferides per arrendament o altres formes de tinença als colons, petits productors agropecuaris que havien de pagar un cànon o arrendament a aquest organisme fins que finalment adquirien la propietat.
L'Institut va realitzar així ambiciosos projectes de parcel·lació per tot Espanya, construint poblats de colonització a l'efecte, i que alguns encara subsisteixen en l'actualitat. Molts d'aquests pobles van adoptar el nom del riu en què es basava el regadiu seguit de l'afegitó del Caudillo, o bé tenien en el nom altres referències al dictador Francisco Franco, com Villafranco del Delta (el Poblenou del Delta), al Montsià. Amb l'arribada de la democràcia, alguns van eliminar aquestes referències però d'altres encara les mantenen. A més, també hi ha altres pobles el nom dels quals no deriva d'un riu, com per exemple Llanos del Caudillo o Isla Mayor, conegut abans comVillafranco del Guadalquivir. En qualsevol cas, moltes vegades en aquests pobles eren reallotjades les famílies procedents dels pobles propers, els quals s'havien inundat pels pantans creats per a posar les seves terres en regadiu, com foren els casos valencians de Loriguilla, Benaixeve, Sant Antoni de Benaixeve, Sant Isidre de Benaixeve, Tous o bé Cortitxelles.

## Història

### Antecedents Històrics
Per tal de comprendre els motius de la creació d'aquest organisme cal retrocedir i fer un cop d'ull al panorama social i polític que hi havia a Espanya a mitjans del segle xix. Com en altres economies europees, el creixement de les zones urbanes propicià un impuls tant en l'urbanisme com en la voluntat de promoure noves edificacions que fossin més rendibles econòmicament i al mateix temps amb unes millors condicions de sanitat. A partir de la participació de tot un conjunt de pensadors i reformadors, bé neoliberals o bé més conservadors, i tot ajudant-se de totes les millores sanitàries i descobriments científics, intentaren iniciar tot un procés de sanejament d'aquestes zones urbanes, repletes de barris mig destruïts i amb mitja societat enfonsada en la misèria arran de les múltiples epidèmies que els havia dessolat.
Tot i això, les múltiples propostes i models que es presentaren, ja fossin a nivell arquitectònic o a nivell legislatiu mitjançant l'establiment de diferents lleis específiques, no aconseguiren l'objectiu esperat. D'aquesta manera, i tot i que a nivell local alguns projectes arribessin a complir aquests objectius més globals, com fou el cas de l'arquitecte Mariano Belmás, l'obra del qual es focalitzà en la construcció de barris obrers aplicant els nous criteris, aquesta iniciativa no va poder ser consolidada a nivell estatal.
Quant al seu plantejament, i tenint en compte que les seves propostes de sanejament, tant per a les classes burgeses com per a les dels treballadors, eren difícilment aplicables a l'estructura de les ciutats preexistents, el seu nou plantejament era el de crear un nou model de ciutat, i per tant, ocupat per un nou model d'habitatge, el qual:
1. Podia disposar d'una o de dues plantes
2. Podia disposar-se en un espai aïllat o bé en filera
3. Permetia abaratir els costos a l'hora de la seva fabricació
4. Permetia reduir el preu del seu sòl, ja que es trobava allunyat del nucli urbà
5. Disposava de fàcil accés a la zona habitual de treball, gràcies a la implantació del nous tipus de transport.[4]

#### La Primera Guerra Mundial
Davant d'aquest panorama, el debat entre aquest grup de pensadors s'estengué fins als anys vint del segle xx, i un cop iniciat el conflicte bèl·lic de la Primera Guerra Mundial, on s'enfrontarien la major part de les grans potències del moment, les perspectives canviaren.
Aquesta nova situació sociopolítica comportà d'una banda que els mercats a nivell europeu patissin un gran cop, ja que durant el conflicte però sobretot un cop finalitzat, l'any 1918, una gran crisi assolà aquest territori, afectant entre d'altres al món de la construcció. Davant de la necessitat de reconstruir bona part d'Europa, veient-se obligats així els Estats a edificar noves infraestructures i habitatges, es reuniren en diversos actes tant els propis tècnics, arquitectes i enginyers com l'administració pública de cada territori, a fi de promoure una nova política ambiciosa que tingués com a objectiu consolidar les noves estructures d'habitatge mínim, de mode que repercutissin i projectessin una pròspera aparença a nivell internacional.
Retornant al cas d'Espanya, si bé és cert que s'havia mantingut neutral durant el conflicte, esdevenint així font de proveïment de recursos en determinats moments i enriquint al mateix temps la seva economia, un cop acabat el conflicte i davant d'aquest nou panorama de reactivació de les urbs, alguns personatges com Lacasa, Giralt Casadesus o bé López Valencia decidiren incorporar alguns dels nous models que veieren en el panorama europeu a les terres espanyoles, a mode de símbol de progrés i modernitat, i que marcarien un primer pas en aquest constructe dels nous habitatges.

Dins d'aquest nou plantejament sobre l'habitatge mínim, s'inicià tot un procés renovador a nivell europeu amb la voluntat de refer l'auge de les indústries a partir de la regularització de les noves tipologies constructives. Així doncs, mentre que les potències es refeien adoptant nous materials i noves formes amb grans projeccions cap a futur, el panorama que trobem a Espanya és completament diferent. Si bé és cert que la mà d'obra tenia un gran excedent i era al mateix temps econòmica, l'equipament a nivell d'indústries i infraestructures no estava a l'alçada i en certa manera escassejava, de tal manera que els arquitectes del moment optaren per una altra solució: incorporar noves formes innovadores i transformadores però a partir de l'ús de tipologies tradicionals. D'aquesta manera, i a partir de les paraules de Carlos Sambricio:
(...) Normalitzar fou aleshores estandarditzar allò vernacle, fou buscar una solució al problema de construir habitatges econòmics i higiènics. (...) [Era possible a partir de l'ús d'aquests determinats] detalls constructius, per exemple, que s'havien utilitzat i assajat durant generacions, [tot] introduint-se en ells canvis i aconseguint-se per fi models que poguessin ser presos en l'arquitectura econòmica, des de la voluntat de normalitzar.

#### L'habitatge rural, un nou model

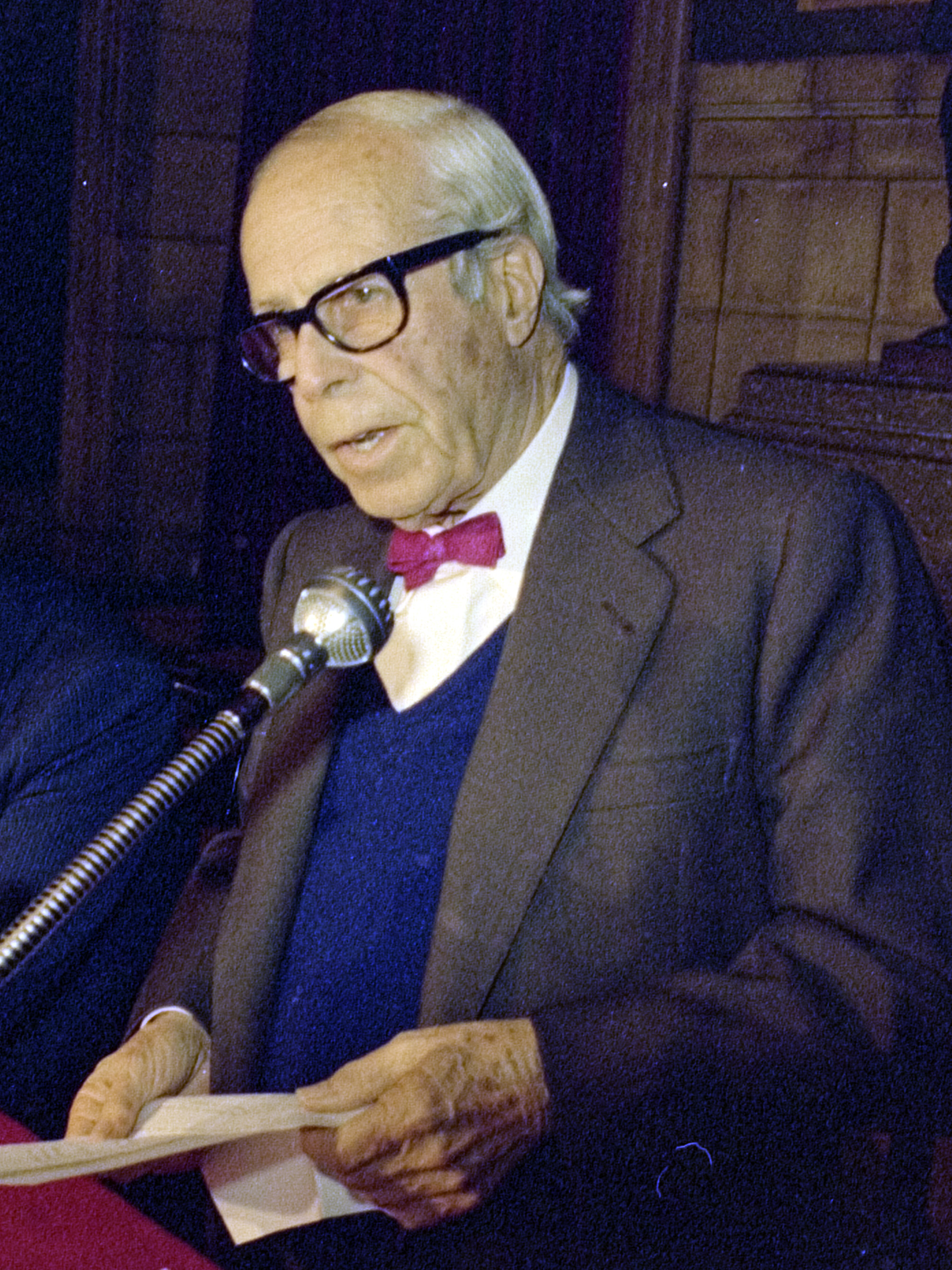
Josep Lluís Sert, arquitecte i urbanista català que en el context de 1929-1930 plantejà noves propostes d'habitatge econòmic.

Legalment, la Ley de Casas Baratas que s'havia incorporat al reglament l'any 1922 presentava uns estàndards de dimensions mínimes molt distants respecte a una proposta factible d'habitatges a l'abast de les classes treballadores. Set anys després, durant el Concurs d'Habitatge Mínim celebrat a càrrec de Garcia Mercadal, les propostes presentades evidenciaren novament el mateix error: tot i ser models innovadors, el fet de voler adaptar les típiques cases burgeses a una nova tipologia feta per als obrers continuava esdevenint una solució excessivament cara. Altrament, aquest panorama fou el que propicià que algunes personalitats del moment, com bé Sert o el propi Amós Salvador, readaptessin aquestes propostes però abaratint-ne els costos. En aquest context, el Seminari d'Urbanologia de l'Escola d'Arquitectura de Madrid fou qui feu el següent pas, en aquest cas tractant el tema de l'habitatge rural. José Fonseca, director en aquell moment, ajudaria a l'increment d'alguns dels fonaments que s'acabarien consolidant durant l'autarquia, un cop assumís el càrrec de director del Instituto Nacional de Vivienda (INV).
En tot aquest procés, la tasca d'investigació del Seminari va recaure sobre un ampli estudi sistemàtic de l'habitatge rural, les condicions òptimes d'aquests espais i la conseqüent racionalització en quant a dimensions però també en quant a costos. D'aquesta manera, l'estudi no anà encarat únicament a la voluntat d'implantar tècniques i models constructius típics de cada zona, els quals al mateix temps esdevenien menys costosos respecte a d'altres materials industrials, sinó que també s'aplicaren mesures d'economia espacial, aprofitant al màxim tots els espais disponibles i de la forma més rendible possible. Així doncs, si bé és cert que incorporaven noves formes, encara es recorria a materials i a certs elements tradicionals de cada territori, però l'ús d'aquests, i a diferència d'altres construccions on adquiria una funció simbòlica i nostàlgica, anava ara lligat a una voluntat més pràctica i funcional. En qualsevol cas, aquesta tria i selecció racional d'aquestes formes i materials seria fonamental com a base i punt de partida del futur Institut Nacional de Colonització, el qual seria fundat el 1939.
Quant al model que prengué a com a referent el Seminari durant tot aquest procés, resultà ser la tipologia d'habitatges rurals propugnada per la zona de l'Agro Pontino italià, tot i que s'hi aplicaren algunes variacions. D'aquesta manera, mentre que el model italià s'enclavava en tradicions típiques de la zona rural, el model espanyol ja no unificava les dependències en un mateix edifici, sinó que solia separar les sales de treball del camp de les de residència, sovint a partir d'un pati. A més, mentre que el model italià solia disposar els diferents habitatges aïllats els uns d'entre els altres, el Seminari optava més per la disposició d'aquests en petits nuclis urbans, conformant així diferents pobles, els quals presentaven més beneficis en quant a sociabilitat. A partir d'aleshores, el model de concentració d'aquests nous habitatges guanyà molta importància i s'implantà ja en règim de Primo de Rivera, tot i que amb la Segona República aquest auge constructiu prosperà, sobretot a partir del Concurs d'Avantprojectes per a la construcció de poblats a les zones regables del Guadalquivir i Guadalmellato, a càrrec de l'OPER (Obres de Posada en Reg). Fou aleshores quan les noves propostes de traçat urbà com també d'habitatge rural adquiriren major protagonisme, afavorint així la creació de nous models, tant d'habitatges com de sectors residencials concrets.

#### La reforma agrària i la política hidràulica (1931-1936)
Sota mandat del Ministeri de Justicia espanyol, el 21 de maig de 1931 es va crear, a fi de portar a terme unes noves actuacions legislatives per a tirar endavant una reforma agrària, tota una comissió tècnica, estructurada en diferents subcomissions per tal d'organitzar l'àmplia varietat de territoris i zones. D'aquesta manera, la Reforma Agrària s'aprovà el 15 de setembre de 1932, tot creant-se paral·lelament l'Institut de la Reforma Agrària, que seria l'encarregat de controlar i dirigir tota aquesta iniciativa.
Aquesta reforma anava dirigida especialment cap a les comunitats d'Extremadura, Salamanca, la Manxa i Andalusia, i la seva tasca principal consistia en repartir tot un seguit de terres, prèviament expropiades, entre diversos agricultors de classe mitjana-baixa. Altrament, aquest procés no anà acompanyat d'unes esperades millores, i no tingué doncs l'èxit desitjat.
D'altra banda, la iniciativa del Ministeri d'Obres públiques sí que tingué una millor rebuda, el qual proposava una nova política d'estructuració dels sistemes de regadiu, dirigida per l'enginyer Leopoldo Ridruejo i per l'enginyer de camins Lorenzo Pardo. Primerament, al febrer de 1933, es consolidà el Centre d'Estudis Hidrogràfics, el qual acabaria afavorint la consolidació del Pla Nacional d'Obres Públiques, un pla que obria camí a aquesta iniciativa a partir del tractament de 1.288.900 hectàrees de la zona d'Andalusia. Seguidament, a la localitat de Valladolid, es va celebrar el Cinquè Congrés Internacional de Regs, on es tractà a fons els nous sistemes de regadius, tant les obres pròpiament hidràuliques, com totes aquelles que condueixin a la millor explotació, incloent els habitatges de colons i els serveis públics i comunals dels nuclis de població. En segon lloc, també es va debatre sobre l'habitatge i la seva disposició, bé incorporat en un nou poble o bé aïllat, tema que més endavant tornaria a ser tractat.

#### La Guerra Civil Espanyola
Un cop finalitzat aquest conflicte bèl·lic, l'Estat requeria d'una gran tasca de reconstrucció a nivell estatal, motiu pel qual s'organitzà una Primera Assemblea Nacional d'Arquitectes l'any 1939 al Teatre Espanyol de Madrid, a fi de respondre a aquesta necessitat tan urgent.
En el seu discurs al llarg de les diferents conferències, figures com Pedro Muguruza o bé Gutiérrez Soto recuperaren les teories sobre habitatge funcional i econòmic que ja s'havien propugnat abans de la Guerra, i que conduirien un any més tard a què el propi José Fonseca, ocupant ja un paper clau dins l'INV, les posés com a punt de debat en la Segona Assemblea Nacional d'Arquitectes.

Atenent així a les necessitats naixents del nou règim, el qual disposava en les mans de l'INV tot allò referent a matèria d'habitatge, l'Institut va constituir aquest mateix any les Ordenances d'Habitatge, tot dedicant un capítol a la tipologia d'habitatge rural, i ajudant-se en quant a idees a partir de la presentació del Concurs d'Habitatge Rural. Fou amb aquest amb el què s'establiren uns estàndards base a partir de criteris d'higiene i comoditat, un cop estudiada la rendibilitat econòmica i el seu factible desenvolupament a curt i llarg termini. Atenent a les paraules del propi Fonseca: 
El fet de fer unes ordenances és una cosa que a Espanya és fonamental. No tenim més inconvenient que la lluita entre l'economia i el benestar mínim que s'ha d'exigir a un habitatge (...) Nosaltres hem intentat buscar aquest confort mínim; que els habitatges tinguin un aïllament tècnic que els garanteixi, que es pugui viure dins d'ells tant a l'hivern com a l'estiu (...). 
 D'aquesta manera, i a diferència de com havia passat en propostes anteriors, com en la Ley de Casas Baratas propugnada l'any 1922, l'Estat, a partir de l'INV, va especificar molt més a l'hora d'establir aquests criteris mínims i indispensables, ja que si bé és cert que s'ajudaven a ells mateixos a l'hora de tirar endavant tot aquest projecte, també els servia com a model genèric per als futurs habitatges que s'anessin construint en les diverses colonitzacions. És doncs a partir d'aquest moment quan s'estableixen unes normes, uns estàndards prefixats, i que s'aplicaran no només en matèria de dimensions i tipologies de sales en l'habitatge rural, sinó que també a una escala més global i genèrica (ús de materials, disposició, orientació, ...). En aquest context favorable, on la política d'habitatge agrari es troba en auge, es fundarà l'Institut Nacional de Colonització, a partir d'un decret presentat el 18 d'octubre de 1939.

### La creació de l'INC

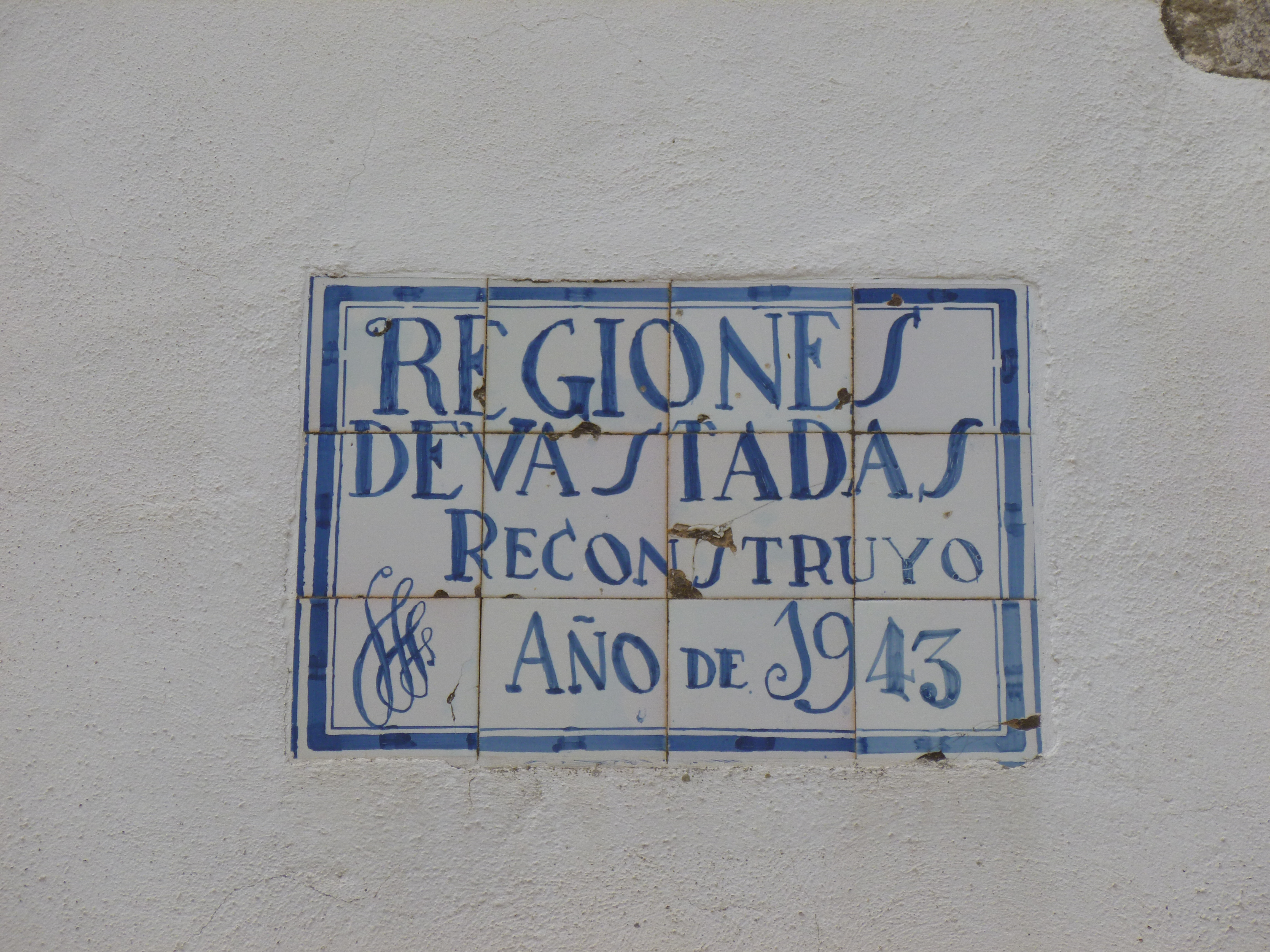
Plafó de Regiones Devastadas on es fa referència a la reconstrucció l'any 1943 de l'Ermita de la Magdalena, a Moncofa (València)

Davant d'aquesta situació, l'Estat havia de respondre a dos problemes bàsics: dur a terme tota una tasca de reconstrucció del país, després de les grans destrosses que havia originat el conflicte bèl·lic, i aconseguir reprendre el fil i posar uns nous fonaments al creixement econòmic, el qual s'havia vist pausat. Com a resposta, el govern franquista propicià la fundació de dos organismes que pal·liessin aquesta situació, l'Institut Nacional de Colonització (INC) i la Direcció General de Regions Devastades (RD).
Així doncs, i atenent al decret de 18 d'octubre de 1939, es va fundar l'Institut Nacional de Colonització, que seria l'entitat principal de dur a terme tot un projecte de reforma agrària, partint doncs dels antecedents anteriorment desenvolupats. Tot ajudant-se de la Ley de Bases para la colonización de grandes zonas, promoguda dos mesos més tard, l'Estat donava en un primer moment una empenta a la iniciativa privada, tot i que després de veure el fracàs obtingut, modificà la llei el 1946 a fi d'assumir en exclusiva la direcció d'aquest procés.
En qualsevol cas, amb la creació de l'INC, l'Estat podia donar resposta a les noves necessitats de l'Espanya del moment, tot atorgant una major importància a la consolidació de les zones rurals, una solució que si bé evitava la superpoblació de les ciutats disminuint el número de gent que hi emigrava des del camp, també ajudava a reduir la taxa d'atur. Era amb l'INC com el govern del primer franquisme pogué assumir, en paraules de Barciela López, la “regeneració” econòmica del discurs del ruralisme espanyol com a base de la economia de postguerra, (..) i al mateix temps la construcció d'un “nou model social” per a l'Espanya de l'Autarquia.
L'INC esdevenia l'eina per a idealitzar la societat rural, que esdevindria la cara de la “Nova Espanya”, de tal manera que els nous pobles de colonització que sorgirien en torn a aquest procés (uns 300 aproximadament) servirien a la Falange per a promoure i consolidar l'agricultura com a base del seu ideari utòpic. Altrament, com que aquesta iniciativa es perllongarà fins a les acaballes del Règim falangista, i en conseqüència, també ho faran les seves idees i models ideals, es plasma paral·lelament una evolució i canvi de paradigma en les diferents construccions dels pobles de colonització, on es donarà cada cop més rellevància a l'adaptació de models i propostes arquitectòniques a la nova vida rural i a les conseqüents necessitats.

#### La planificació dels nous poblats
L'INC esdevenia la mà dreta del nou projecte franquista que tenia com a voluntat assolir una forta recuperació econòmica, fonamentada en la construcció de nous poblats en zones fins al moment aïllades, en el desenvolupament de tot un nou sistema de regadius i en l'experimentació en el camp de l'urbanisme i la seva funcionalitat. D'aquesta manera, el seu principal objectiu era fer front a les necessitats habitacionals de l'Espanya del moment, tot i que atenent en tot moment a les limitacions tècniques de cada zona, sovint força pronunciades respecte a les de la capital o d'altres indrets, i que forçaren en més d'una ocasió a investigar amb formes molt dispars.
En aquest procés, si bé l'Institut havia estandarditzat tot un seguit de processos i tècniques, els arquitectes i tècnics de les delegacions territorials sovint es trobaven molt limitats: mentre que en ocasions el territori no disposava dels materials suficients o bé no tenia prou liquiditat econòmica, en d'altres era la pròpia concepció de l'arquitecte la que condicionava el resultat final, ja que errava a l'hora de determinar una visió de conjunt del nou espai creat ex novo.
En qualsevol cas, tot projecte de nou poblat partia de la concepció prèvia de l'habitatge rural, tot partint de l'estudi de les construccions vernacles per tal d'observar els usos i relacions de producció tradicionals, però aplicant-ho ara amb uns nous materials. A més, via nous mètodes constructius, es pretenia executar tot un seguit d'habitatges més complerts, els quals disposessin d'unes bones condicions higièniques i fossin al mateix temps funcionals.

#### Evolució històrica

##### Inicis
Com s'ha dit anteriorment, en un primer moment, entorn a 1940, es buscaren solucions pràctiques a la demanda de nous habitatges rurals, algunes de les quals es tractarien i quedarien fixades en el Concurso de proyectos de viviendas rurales, dirigit per l'INV el 1940. Fou aquí quan, tot delimitant cada zona particular de la totalitat d'Espanya, s'argumentaren les diferents solucions tecnifico-constructives de cada indret, atenent sempre a la seva disponibilitat de recursos i materials, la tradició arquitectònica i a les condicions climàtiques.

Arran d'aquest concurs, sobresortiren els projectes de la zona d'Andalusia i d'Extremadura d'entre els altres, la vida del camp dels quals es basava en una pronunciada manca de bones condicions constructives lligada a un nivell de vida baix, fet que condicionava que no es projectés el desenvolupament esperat en aquestes zones. Com a conseqüència, l'estudi posava de relleu que en moltes ocasions, aquests habitatges es trobaven en molt mal estat de conservació, fet que obligava als pagesos a abandonar la seva llar. Com a resposta, en aquest primer moment, els enginyers al càrrec com Eladio Aranda ho vinculaven a la manca de capital:
La casa del llaurador, en ser tan pobre, no té la culpa de veure's arruïnada i abandonada. El seu esfondrament econòmic s'ha de buscar en la insuficiència de l'empresa agrícola per a sostenir dignament als seus obrers,en la falta de remuneració al capital i al treball que s'empra en el camp. Tota la resta, començant si volem, per les detestables condicions dels habitatges rurals, són conseqüències inevitables que no admeten solucions parcials. Faríem una casa model per als nostres pobles rurals, fins i tot luxoses si calgués, i s'esfondrarien novament per manca de fonament econòmic, més estrèpit com major fos el contrast entre allò que la terra pot donar i allò que hauria de produir per tal de sostenir tals obres plenes d'idealisme, però buides de realitat.

 D'aquesta manera, en aquests projectes primerencs, trobem una problemàtica, ja que aquests nous habitatges molts cops resultaven ser poc assequibles, car que en lloc de ser concebuts com a llars per al pagès atenien a unes concepcions estatals sovint molt llunyanes de les necessitats i poder adquisitiu dels camperols. Com a resposta, en aquests inicis de l'INC, les discussions tractaren més a fons aquest tema, amb intenció de delimitar quins eren els requisits mínims d'aquests habitants i al mateix temps la manera com solucionar-los atenent a la seva rendibilitat.

##### L'auge constructiu dels 50' i l'estandardització dels 60'
A diferència de la dècada anterior, és a partir de 1950 quan l'Estat espanyol assumeix un gran auge constructiu en quant a habitatge rural, tot canviant algunes de les tipologies bases dels models anteriors per tal d'introduir-ne d'altres de més funcionals i racionals. D'aquesta manera, ja no trobarem les cuines situades als patis o assecadors d'aquestes llars, ja que se'n canviarà el seu emplaçament a fi d'organitzar millor l'espai, assumint al mateix temps un model estàndard de casa, consistent en 400 metres quadrats per a cada parcel·la i 100 per a cada planta, tot i que la xifra és variable en funció del nombre de dormitoris. A fi de mostra ressalta el cas de Torre de la Reina, projecte de José Tamés, i on ja s'evidencia aquesta divisió clara d'espais i funcions, i on també s'incorpora una porta posterior per tal d'accedir al corral.
És també a partir d'aquest moment quan ja queden definits alguns dels aspectes que esdevindran constants en tots els pobles de nova creació, tot atenent a una voluntat última de reivindicar un caràcter tradicionalista i més proper, a partir doncs de la ruptura de les perspectives; l'establiment d'una plaça en la qual es concentrin els equipaments i el comerç; l'agrupació de les edificacions en ordre per tal de crear una impressió de massa contínua; la recerca de separació del trànsit dels vianants del trànsit dels carros i animals; el traçat d'un carrer principal que acabi amb la perspectiva de la torre de l'església; l'establiment de bosquets que envoltin el poble i l'èmfasi especial a les esglésies i a la seva torre com a fita fonamental del poble.
Més endavant, a partir de 1960, el model estructural d'aquests habitatges no canviarà gaire respecte al de la dècada passada, tot i que sofrirà una transformació en quant a dimensions: l'espai dedicat a cada parcel·la es veu afectat positivament, ja que es passa de disposar de 400 metres quadrats a disposar-ne ara de 600, fet que no es pot deslligar de la pròpia transformació i mecanització de la vida rural, on les màquines agrícoles generen una necessitat de major espai a fi de resguardar-les. Altrament, aquesta innovació no trencarà radicalment amb el model anterior, ja que si bé l'estructura dels habitatges serà molt similar, les tasques del camp encara aniran acompanyades de l'ús d'animals de tir.
És a més a partir d'aquest moment quan els models constructius i urbanístics s'acaben assimilant a nivell general, tant pel que fa a la tipologia d'habitatges com a la dels propis poblats, normalitzant-se així al mateix temps les tradicions arquitectòniques populars en cada zona en concret. A més, com ja s'ha assenyalat, no podem deslligar aquest fet de les pròpies limitacions de recursos i materials d'aquestes zones, sovint aïllades. Així doncs, en funció del sistema constructiu de què disposi l'habitatge, aquest podrà disposar d'unes possibilitats estructurals o d'unes altres, tot condicionant la planta del propi edifici. Com a solució, aquests nous plantejaments buscaran la forma d'abaratir els costos però respectant les necessitats bàsiques, centrant-se així en els aspectes de ventilació i il·luminació, o bé utilitzant teulades contínues i sistemes simples de recollida d'aigua.

## El Règim administratiu de l'INC

### Directrius generals

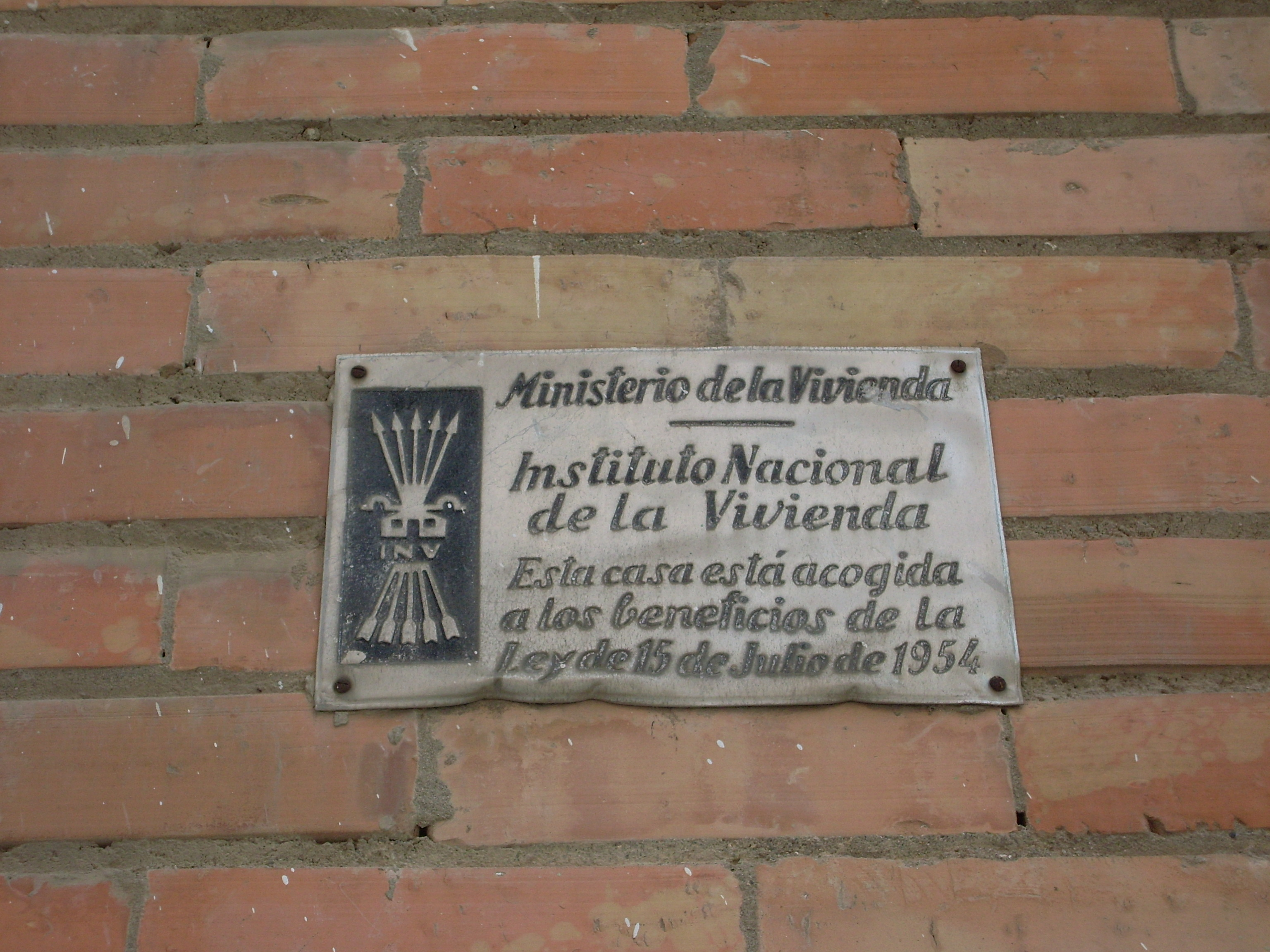
Plafó de l'Instituto Nacional de Vivienda de 1954, institució a càrrec del Ministerio de Vivienda.

La colonització portada a terme per l'Institut Nacional de Colonització es diferencia de les realitzades anteriorment en aquest mateix territori per la mateixa consideració que se li dona a la figura del colon, entès no com a simple engranatge o mecanisme amb el qual es pot dur a terme tot aquest procés, sinó que com a persona que esdevé el subjecte de la colonització. D'aquesta manera, és el colon el què, tot atenent al propi decret de creació de l'INC del 18 d'octubre de 1939, ha de ser el conductor d'aquest canvi, tot perfeccionant els seus coneixements i procediments tècnics rurals, tasca que se li serà facilitada amb unes millores de la vida al camp, tant en higiene com en estètica i comoditat. A més, com bé s'especifica en el document d'Alejo Leal sobre el funcionament de l'Institut Nacional de Colonització, en la nova estructura orgànica del propi Institut, aprovada per decret de 23 de juny de 1953, s'atribueix a la Subdirecció d'Explotació com a matèria de la seva competència, entre d'altres, la tasca d'organitzar l'enquadrament dels colons en entitats sindicals, comunitats de regants, cooperatives o altres institucions convenients per al compliment dels seus deures i la defensa dels seus drets; facilitar als colons i a les seves famílies assistència intel·lectual, religiosa i sanitària; l'ensenyança agrícola d'aquests; l'establiment de consorcis amb altres entitats per a la creació de centres de preparació tècnica per als cultivadors, etc.
Lligat amb el punt anterior, l'INC també preveié col·laborar amb l'Instituto Nacional de Vivienda per tal de dur a terme tot un conjunt d'edificis que generessin un atractiu en aquestes zones més rurals, tot establint biblioteques i centres culturals, o bé projectant films cinematogràfics en sales adaptades. Com a resposta, sovint sorgia el problema de si era millor situar els nous habitatges de forma aïllada o bé agrupada, i amb el temps es decantarien per la segona opció, tot consolidant nous nuclis poblacionals, ja que era en aquests casos quan es podia assolir una major cobertura de centres sanitaris, d'educació o de culte per a més població. D'aquesta manera, ja fossin pobles creats de nova planta en zones regables o bé en d'altres indrets per tal de resoldre problemes socials locals, en tots aquests prevalia la idea de maximitzar els beneficis obtinguts pel treball de la terra a fi de millorar les condicions de vida dels camperols.

### Impacte demogràfic
Com a resultat de tot aquest procés de transformacions de la vida rural, a partir de les innovacions mecàniques i d'altres mecanismes que afavoriren uns nous estils de vida sorgí una creixent demanda de treball agrícola, que comportà ja des d'un primer moment un augment de la població en aquestes zones. A més, la necessitat de certs productes industrials o bé d'alguns serveis per tal de dur a terme aquesta transformació afavorí l'estructuració i divisió de treball en funció de la categoria econòmico-professional de cada individu. D'aquesta manera, si bé el sector més ampli de la població es dedicava a les tasques agrícoles, i que corresponien als colons de l'Institut juntament amb d'altres obrers, també hi havia un altre grup més reduït de persones, i que aplegava oficis com el de comerciant, funcionaris de l'administració, artesans de qualsevol tipus o bé d'altres funcions més liberals, essent doncs treballs desvinculats d'aquell eminentment agrícola.
En qualsevol cas, aquests nous nuclis poblacionals mantenien una política oberta, de tal manera que, si bé en un origen la població existent es limitava a colons o bé a artesans que es trobaven sota càrrec de l'Institut, això no impedia que, amb el temps, l'espai anés creixent en funció de l'arribada de nova gent. D'aquesta manera, no tan sols deixaven que s'instal·lessin noves persones provinents d'altres llocs, sinó que l'INC ja preveia que via aquestes creixents immigracions el nucli s'anés desenvolupant, molts cops atès a la pròpia atracció que generava l'àrea d'influència del nou poble.

### La localització dels nous pobles
Habitualment els nous pobles de colonització se situaven en comarques que es trobessin mitjanament despoblades, i on el treball agrícola es basés en el cultiu extensiu, molt sovint a base de blat, o bé en terrenys utilitzats com a pastura d'animals provinents de nuclis allunyats. És doncs en aquestes zones on l'INC posà el seu objectiu, tot racionalitzant els mecanismes i sistemes agrícoles a fi d'implantar cultius intensius, possibles gràcies als nous sistemes hidràulics duts a terme per l'Estat.
D'aquesta manera, s'establiren unes dimensions estàndard sobre la distància màxima entre la casa del treballador i la zona a conrear, la qual no podia superar els dos quilòmetres i mig, ja què sinó resultava inviable. Així doncs, aquest espai entre el poblat, on s'acollia als pagesos colons i als obrers industrials, i el terreny dedicat a ser treballat, esdevenia l'àrea d'influència del propi poble. Al mateix temps, quan un terreny quedava situat més enllà d'aquesta distància es creava un nou poblat que cobrís aquesta nova zona, tot afavorint que els diferents pobles es disposessin, grosso modo, a una distància d'uns cinc quilòmetres entre ells, a fi de cobrir amb les respectives àrees d'influència tot el terreny cultivable. A més, durant tot aquest procés, els nuclis de nova creació s'anaven trobant amb antigues construccions, viles o inclús ciutats, i que podien quedar incorporades al nou traçat; o bé, d'altra banda, podien ser els propis pobles de colonització els que quedessin molt cops situats bastant lluny de les antigues ciutats, tot a atenent a les condicions geològiques i agrònomes de cada territori.

### Diversificació i característiques principals
En tot aquest procés, no només cobrà importància el factor qualitatiu, referent a les bones condicions d'estructuració d'aquests poblats i nous habitatges, sinó que també tingué una vital importància el factor quantitatiu. Així doncs, l'Espanya del moment es trobava davant del període amb una major profusió de nous poblats ben estructurats i organitzats, i els quals havien set promoguts per la mateixa institució estatal. En qualsevol cas, aquests nous nuclis poblacionals es solien estructurar atenent a quatre variables bàsiques, en funció doncs de:
- La població
- L'estructura urbanística
- El sistema econòmic vigent
- El sistema jurídic-administratiu

En primer lloc, pel que fa a la població, podem trobar dos panorames ben diferents: un primer en el qual la major part d'aquesta pertany al sector agrícola, i on tan sols una minoria ocupa les professions dedicades als serveis indispensables per al funcionament del poblat, com per exemple els referents a l'educació, administració, religió, sanitat i algun artesà o comerciant; i un segon, on la població podia tenir un caràcter més heterogeni, atenent doncs a alguns oficis vinculats amb el treball industrial. En qualsevol cas, tant en un cas com en l'altre, ens trobem davant d'un sistema on hi preval la població activa, ja que hi ha una clara absència de població inactiva, a excepció evidentment dels infants i dels ancians. Un altre punt a destacar en aquest apartat és el referent a la procedència d'aquesta població: així doncs, mentre que en alguns casos trobarem que s'han traslladat grans grups d'una mateixa població a la nova com a conseqüència de la construcció d'empreses hidràuliques, el fet més habitual serà l'invers, ja que sovint la nova gent provindrà de diferents nuclis, els quals tot i ser de la mateixa província, no tindran un vincle gaire directe amb el nou municipi. Al mateix temps, també es podrà donar el cas que mentre en un poble s'estableixin uns lligams estrets entre tota la comunitat, com a resultat de l'establiment de tota aquesta població dins del sistema de colons de l'Institut, en d'altres es creï una certa enemistat entre els nous colons i la gent que ja habitava el terme municipal abans de la creació del nou poble.
Quant a l'estructura urbanística, un fet remarcable i compartit per tots aquests pobles és que, si bé es tingué en comte en tot moment les condicions climatològiques i geològiques de cada zona, també es respectaren les tradicions arquitectòniques i inclús l'estètica d'alguns indrets. D'aquesta manera, aquests nous espais no compartien únicament unes bones condicions d'higiene i salubritat, sinó que també responien a necessitats funcionals i d'harmonia estètica. A més, en tot aquest entramat, no hi podien faltar els edificis bàsics que cobrissin les necessitats primàries de sanitat i educació, com ja s'ha assenyalat anteriorment, de tal manera que el propi estat, a través de l'INC, hi edificava l'església i tots els centres i edificis cívics i administratius per al bon funcionament del poblat.
En tercer lloc, pel que fa al sistema econòmic d'aquests nous pobles, aquests podien respondre a dos tipologies. D'una banda trobem els que posseïen una capacitat d'autonomia local, la qual els permetia establir una societat on la producció de riquesa de l'àrea d'influència fos suficient per al seu bon funcionament. D'altra banda estarien doncs els que no podrien cobrir els costos dels serveis locals, com a conseqüència molt cops o bé del nombre d'habitants del propi poblat o bé perquè el sistema d'implantació de producció agrícola de regadiu encara no estava ben definit.
Finalment, quant a l'àmbit jurídic-administratiu, el primer fet remarcable consistia en què, sovint, l'àrea d'influència d'un poble podia abastar el territori de més d'un terme municipal, motiu pel qual aquestes zones passaven a dependre de més d'una única entitat local. D'aquesta manera, esdevenia essencial el fet de delimitar clarament fins on arribava cada terme municipal. En segon lloc, en tots aquest pobles de nova creació l'Estat solia subvencionar els costos referents als serveis i construcció de nous edificis necessaris per a l'òptim funcionament d'aquests espais, a vegades cobrint el cost total. D'aquesta manera, tant l'Estat com els propis colons intervenen a l'hora d'incrementar la riquesa d'aquests nous poblats, amb l'esperança que aquesta inversió pugui ser recuperada i superada amb el pas del temps, tot dipositant en les arques municipals el capital obtingut per tal que sigui utilitzat pel bé del propi municipi.

## Particularitats
Les diferents colònies que s'anaren establint a càrrec de l'Institut Nacional de Colonització anaven lligades a una voluntat socioeconòmica del règim franquista, el qual a partir del repoblament d'antigues zones rurals mig abandonades pretenia augmentar els beneficis a favor del seu sistema autàrquic. En aquest procés, l'Estat relegava els poders del govern i de la religió a cada una de les delegacions de les colònies, a fi que cadascuna pogués funcionar de forma autònoma. 
Quant als trets principals de l'arquitectura del moment, les diverses edificacions s'arrelaven a les diferents tradicions constructives autòctones pròpies de cada indret. Així doncs, alguns materials industrials com l'acer o el formigó, molt comuns en altres països, es veuen reemplaçats per materials més austers, condicionats bé per la mateixa situació econòmica espanyola del moment, enfonsada en la penúria, bé pel període de tancament i rebuig de les propostes internacionals.
D'aquesta manera, trobem tot un ventall de propostes, tot i les limitacions presents, i que depenent de la zona en concret en què es trobin, s'ajudaran de materials o de tècniques particulars d'aquell poble o comarca, tot responent a una arquitectura coherent, funcional i amable.

### Un cas d'estudi, les colònies a la zona de Lleida
L'Arxiu Històric de Lleida aplega tot un conjunt de documentació, ja sigui documental, gràfica o bé plànols, que respon a tot un seguit de pobles colonials situats als termes del canal entre Catalunya i Aragó, comprenent entre ells els següents casos:
- Gimenells (1945): a càrrec de l'arquitecte Alejandro de la Sota
- Sucs (1948): a càrrec de l'arquitecte José Borobio
- Pla de la Font (1956): a càrrec de l'arquitecte José Borobio
- Vensilló (1961): a càrrec de l'arquitecte Manuel Jiménez Varea

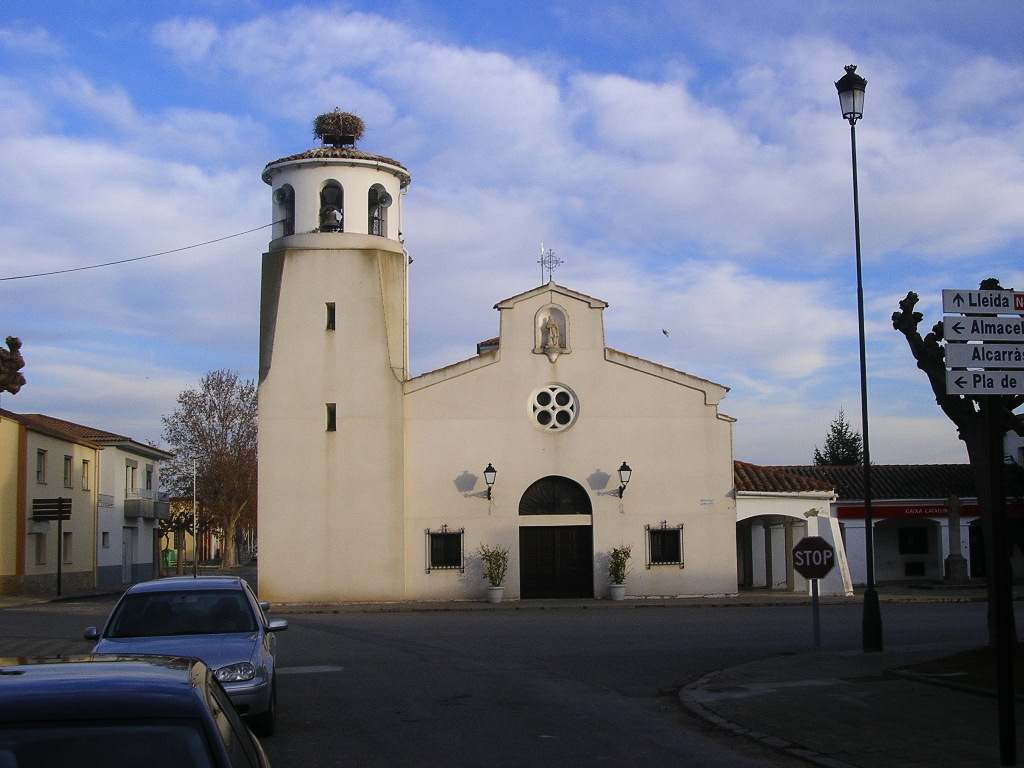
Església de Gimenells i el Pla de la Font, promoguda per l'INC.

Aquests projectes, com molts d'altres, foren perllongats en el temps i s'anaren desenvolupant de forma paral·lela, a partir del treball conjunt no només entre arquitectes, sinó que també col·laborant amb enginyers i altres tècnics especialitzats. Així doncs, analitzant el procés d'aquests casos concrets, trobem tres components que es van repetint:
1. En primer lloc, tant aquests com els altres pobles nascuts arran l'Institut Nacional de Colonització, i concretament els especificats anteriorment, sofriren canvis a mesura que es desenvoluparen en el temps.
2. Tot i les variables de cada zona, tots els poblats responien i es trobaven determinats per uns principis inalterables preestablerts, amb els quals l'Institut Nacional de Colonització pretenia afavorir la productivitat del treball de les terres en funció de les seves pròpies limitacions (extensions, condicions del sòl, camins preexistents...).
3. Finalment, cada projecte esdevenia un únicum, ja que tot i els cànons i els preceptes establerts, l'organisme donava carta blanca a l'arquitecte a l'hora de definir la seva obra, donant-li així l'oportunitat de poder-se lluir.[30]

Analitzant doncs els casos concrets de la zona de Lleida, tots troben els seus inicis en uns estructura de carrers entrecreuats al llarg d'un territori amb els quals es va conformant l'entramat urbanístic, i on l'església, que esdevé l'edifici més rellevant del poble, o bé la plaça, un altre punt determinant, es van situant en una zona o en una altra, depenent del moment històric. Així doncs, mentre que Gimenells i Sucs mantenen la tradicional situació de la plaça com a punt central en la colònia, altres pobles més moderns com Vensilló o bé el Pla de la Font la presenten aïllada de la zona central, relegada a un extrem i entenent-se així més com un element visual que no pas com un lloc de reunió vital dins l'espai públic.
En aquest sentit, s'observen les mateixes variants a l'hora d'analitzar els diferents materials i tècniques emprats en tots aquests casos. Comprenent-los doncs dins de les pròpies limitacions econòmiques del moment històric, les diferències en ells són evidents: s'observa que tant Gimenells com Sucs, els dos casos cronològicament més antics estudiats en aquest apartat, presenten unes formes i tipologies que més que voler buscar la regularitat, opten per definir una aparença més pintoresca. D'altra banda, projectes posteriors com el de Vensilló, de Manuel Jiménez Varea, opten per reduir les variables i homogeneïtzar en quant a tipologies, a fi de crear tot un joc abstracte a partir dels diferents materials i els efectes de llum i ombra que creen aquests depenent de la seva disposició. En qualsevol cas, a partir de l'estudi d'aquest casos catalans, s'exemplifica el procés de transformació del camp que es dugué a terme en aquest moment, en aquest cas concretant en la zona situada entre el Canal d'Aragó i Catalunya, on es passarà d'una prevalença del cultiu de secà a una nova concepció, consistent en una horta productiva, en camps de cereals, arbres fruiters i vinyes.